# Quecksilber(II)-thiocyanat
Quecksilber(II)-thiocyanat (veraltet Quecksilberrhodanid) ist eine anorganische chemische Verbindung des Quecksilbers aus der Gruppe der Thiocyanate, der Salze der Thiocyansäure (Rhodanwasserstoffsäure).

## Gewinnung und Darstellung
Quecksilber(II)-thiocyanat kann durch Reaktion von Quecksilber(II)-nitrat mit Kaliumthiocyanat gewonnen werden.
{\displaystyle \mathrm {Hg(NO_{3})_{2}+\ 2\ KSCN\longrightarrow Hg(SCN)_{2}\downarrow +\ 2\ KNO_{3}} }

## Eigenschaften
Quecksilber(II)-thiocyanat ist ein weißer, geruchloser, brennbarer Feststoff, der in Wasser schlecht löslich ist. Es wird in Form von farblosen, strahligen Nadeln oder perlmuttglänzenden Blättchen gewonnen. Es ist löslich in Alkohol sowie in einem Überschuss einer Thiocyanat-Lösungen unter Komplexbildung (z. B.: in Ammoniumthiocyanat unter Bildung von Ammoniumtetrathiocyanatomercurat(II) (NH4)2[Hg(SCN)4]), jedoch wenig löslich in Ether. Beim Erhitzen auf 165 °C erfolgt eine Zersetzung unter Aufblähen. Quecksilber(II)-thiocyanat besitzt eine monokline Kristallstruktur (a = 10,88 Å, b  =  4,050 Å, c = 6,446 Å, β = 95,35°).

## Verwendung
Quecksilber(II)-thiocyanat wurde früher verwendet: 
- als Nachweisreagenz für Chlorid-Ionen (Farbreaktion mit Eisen(III)-nitrat zu Quecksilber(II)-chlorid und Eisen(III)-thiocyanat[6]).
- als Nachweisreagenz für Zink-Ionen: Zn2+ + Hg(SCN)42− → Zn[Hg(SCN)4] ↓[7]
- Es wurde früher auch als Scherzartikel (Pharaoschlangen) eingesetzt (bildet beim Anzünden gelbliche längliche schaumige Gebilde), was sich aber aufgrund der Giftigkeit der entstehenden Quecksilberdämpfe heute verbietet.[8]

Auch wurde es früher in der Fotografie eingesetzt. Die genannten Anwendungen haben wegen der Giftigkeit der Verbindung heute keine Bedeutung mehr.